# Киокушин
Киокушинкай (極真会館) е стил на карате, създаден от сосай Масутацу Ояма, произхождащ от Япония. Това е стил на бой в изправено положение и се корени във философия за самоусъвършенстване, дисциплина и упорити тренировки. Името на стила идва от Kуоку (краен, пределен, върховен), Шин (истина) и Кай (организация).

## Създаването
През 1954 г. Масутацу Ояма започва да преподава на една поляна, станала и първото му импровизирано доджо. През 1956 година първата истинска зала отваря в бивша балетна школа зад университета Рикио, на около 500 метра от сегашното Хонбу доджо (Главна квартира). Една година след това той има вече 700 ученици, независимо от трудността на тренировките и текучеството сред практикуващите. Много от трениращите други стилове идвали за да тренират фулконтактен спаринг. Ояма и неговите инструктори възприемат и изучават всяка нова техника, забелязана от тях като успешна на тези малки битки, и я вкарват в обучението – така стилът се развива. В школата на Ояма се наблягало на свободното кумите сериозно, и те удряли и очаквали да бъдат ударени на тренировъчните сесии. Все още нямало забрана за ударите към главата, макар че те се нанасяли само с длан или с навита на юмрука кърпа. Хващането, хвърлянето и удари в слабините също не били нещо необичайно. Спарингът продължавал, докато единият не признае поражението си. Нараняванията били ежедневни, нокаутите около 90%. Нямало официално облекло и всеки носел на тренировка каквото иска или има.
Днешната Главна квартира е официално отворена през юни 1964 година, когато се приема официално и името Киокушин, е създадена Международната карате организация. Оттогава стилът се разпростира по целия свят, отварят се школи в 120 страни и регистрираните членове достигат внушителното число 12 000 000. Сред по-известните Юданша или носители на черен пояс са Шон Конъри – почетен 1 дан, Долф Лундгрен – 3 дан и бивш шампион на Европа и Австралия в тежка категория. Почетен 8 дан е присъден и на Нелсън Мандела.

## Развитието
През 1969 година е проведен Първи всеяпонски карате турнир с 48 участници. Първото Световно първенство е през 1975 година – 128 участници от 36 страни. Първи Световен шампион е Кацуки Сато. През 1979 година е Вторият Отворен световен шампионат, спечелен от Макото Накамура. Той печели и третото издание през 1983 година. Четвъртият Световен шампионат е през 1987 година – участват 77 страни и 207 състезатели. Шампион е Акийоши Мацуи, който е на финал с Анди Хуг, първият неяпонец, участващ във финал по Киокушин за Световна титла. Хуг през 1988 г. след 2 продължения побеждава в Швейцария в Международната суперкупа следващия Световен шампион – Мидори. Петият Световен шампионат е през 1991 година – участват 110 страни и 250 състезатели. Кенджи Мидори е победител.

## Разделението
Първи от Ояма се отделя Тадаши Накамура (Tadashi Nakamura) през 1976 година – създава Световна сейдо карате организация. Шигеру Ояма през 1981 основава World Oyama Karate. 
След смъртта на Сосай Ояма през 1994 година ИКО (IKO) изпада в период на противоречие и разпад заради правата върху огромното духовно наследство, а също така и същественото материално наследство на създателя си. Различните фракции постепенно се отделят в собствени организации, които продължават да практикуват и развиват стила напълно отделно една от друга. За най-упълномощена лично от сосай Ояма организация се счита ИКО-1 (IKO-1), ръководено от Канчо (директор) Шокей Матсуи – световен шампион от 1987 г., като организацията първоначално е притежател на правата върху името и символите на Киокушин. Съдебните процеси за интелектуалната собственост на сосай Ояма продължават и към този момент, като юридическите права постепенно са присъждат от японския съд обратно на семейството на създателя на стила.
Представител на ИКО-1 за България е шихан Емил Костов (V дан).
ИКО-2 (World Karate Organization)с глава Yukio Nishida приема името Shinkyokushinkai. Но поради скандал той предава поста си на Kenji Sanpei и основава Seibukai. През 2000 година лидерството е поето от Yasuhiro Shichinohe, а от юни 2001 е преотстъпено на Kenji Midori. Shichinohe, Oishi и още няколко бранч шефа се отделят от ИКО-2 и основават Karate Union. Представители в България на WKO Shinkyokushinkai: Георги Попов (Пловдив) и Светлозар Велчев (София).
ИКО-3 е под ръководството на Yoshikazu Matsushima, който веднага след смъртта на Ояма се отделя от Мацуи заедно с още 10 бранч шефа в Япония.
ИКО-4 е ръководено от Toru Tezuka.
Всяка от тези организации претендира да е единствената истинска организация, наследник на Киокушин духовно или финансово. Това води до много политически и икономически усложнения с неизбежните съдебни процеси. Все пак и трите групи, благодарение на тяхната пълна вярност към основателя на стила, запазват стандартите положени от Ояма.
Състезатели по Киокушинкай са ставали шампиони по правилата на другите стилове карате и тайландски бокс, но нито един боец от друг стил не е успял да направи нещо запомнящо се по правилника на Киокушин карате. Първите българи участници на световно първенство са Недялко Делчинов и Атанас Маринов през 1987 година и Диан Грозев на световното първенство през 1991, но под флага на Германия. Първият българин световен шампион по карате Киокушинкай е шихан Емил Костов (V дан), постигнал това забележително постижение на световното първенство в Япония през 2001 г. в категория до 80 кг.